# Angie Xtravaganza
Angie Xtravaganza (Nueva York, 17 de octubre de 1964-Nueva York, 31 de marzo de 1993) fue cofundadora y madre de la Casa de Xtravaganza. Destacada intérprete transgénero en la cultura del ballroom de la ciudad de Nueva York, Xtravanganza apareció en el aclamado documental de 1990 Paris is burning.

## Primeros años
Xtravaganza nació en la ciudad de Nueva York, uno de los 13 hijos de una familia católica puertorriqueña en el sur del Bronx. Desde los 13 años alimentó a una familia de "niños" en los muelles de Christopher Street y Times Square, compuesta principalmente por aquellos que habían sido rechazados por sus propias familias; se refirieron a ella como "Ma". Xtravaganza comenzó a hacer drag en 1980 y comenzó a competir en bailes desde los 16 años. Fue en los muelles de Christopher Street donde conoció a Héctor Xtravaganza, con quien más tarde fundaría la casa del mismo nombre.

## Casa de Xtravaganza
En 1982, se fundó la Casa de Xtravaganza, con Xtravaganza asumiendo el papel de Madre de la Casa. La Casa fue notable por ser la primera casa principalmente latina dentro de la escena del baile, y se hizo en parte en respuesta a la discriminación contra los artistas latinos en la escena en ese momento. La Casa de Xtravaganza influyó mucho en la cultura del baile gay de Nueva York, y Xtravanganza llegó a ser conocida como una de las "cinco terribles", las cinco madres de la casa reinantes en el mundo del baile, junto con Dorian Corey, Pepper LaBeija, Avis Pendavis y Paris Dupree. Como resultado de su perfil, Xtravangaza apareció en el artículo de 1988 "The Slap of Love" del autor ganador del premio Pulitzer, Michael Cunningham, así como en el documental de 1990 Paris is Burning, dirigido por Jennie Livingston. Los niños drag más notables de Xtravaganza incluyeron a Danni y Venus Xtravaganza, cuya vida y asesinato aparecieron en Paris is Burning.

## Muerte y legado
A Xtravaganza se le diagnosticó sida en 1991 y posteriormente desarrolló un sarcoma de Karposi, para el que recibió quimioterapia. Xtravaganza murió en Nueva York en 1993 a la edad de 28 años a causa de una enfermedad hepática relacionada con el sida, aunque también se ha especulado con que sus problemas hepáticos se debieron a su consumo prolongado de hormonas en el mercado negro. Xtravaganza fue incinerada y sus cenizas fueron devueltas a su familia, que las enterró con su nombre de nacimiento. Tres semanas más tarde, The New York Times publicó un artículo sobre la escena del baile, en el que aparecía una fotografía de Xtravaganza con el titular "París ha ardido", relatando las muertes prematuras de muchas de sus personalidades centrales, incluida Xtravaganza. En 1994, Junior Vasquez lanzó un sencillo titulado "X" que estaba dedicado a Xtravaganza.
La Casa de Xtravanganza sigue siendo parte activa de la escena cultural de Nueva York, y su hija Carmen Xtravaganza la sucedió como Madre de la Casa hasta su traslado a España. El amigo y cofundador de Xtravangaza, Héctor, falleció en 2018.